# Gonzalo Mallarino Botero
 Gonzalo Mallarino Botero (Bogotá, Colombia, en 1927-Bogotá, el 31 de marzo de 2010) fue un escritor colombiano. Fue bisnieto del presidente de Colombia Manuel María Mallarino y padre del escritor Gonzalo Mallarino Flórez. Fue autor de libros como: Historias de caleños y bogotanos (1981); Omar Rayo (1989); Romance en la narcoguerra (1990) y El Gimnasio Moderno en la Vida colombiana 1914-1989 (1990). También colaboró para medios de comunicación como la revista Lampara y Diners, el diario El Espectador y la emisora HJCK, también fue traductor de T. S. Eliot, y de James Joyce, entre otros.